# Ян Ливэй
Ян Ливэ́й (кит. упр. 杨利伟, пиньинь Yáng Lìwěi; род. 21 июня 1965) — первый космонавт КНР. Космонавт-герой (2003).

## Биография
Ян Ливэй родился в уезде Суйчжун городского округа Хулудао провинции Ляонин. Он имел средние оценки в школе, но отличался способностями к наукам. Окончил школу в 1983 году. С 1983 года служил в Военно-воздушных силах Народно-освободительной армии Китая. Он стал лётчиком-истребителем, дослужился до звания подполковника. В январе 1998 года был отобран в отряд китайских космонавтов. В мае 2003 года появилось первая информация о том, что он включён в первую группу из 14 космонавтов, готовящихся к будущим стартам, а в конце лета 2003 года он был отобран в группу из трёх человек, проходивших непосредственную подготовку к первому полёту. На заседании государственной комиссии 14 октября утверждён в качестве основного космонавта. Незадолго до космического полёта ему было присвоено звание полковник. Имя первого китайского космонавта держалось в секрете. Оно стало известно лишь за один день до старта и было опубликовано в прессе Гонконга.

## Космический полёт

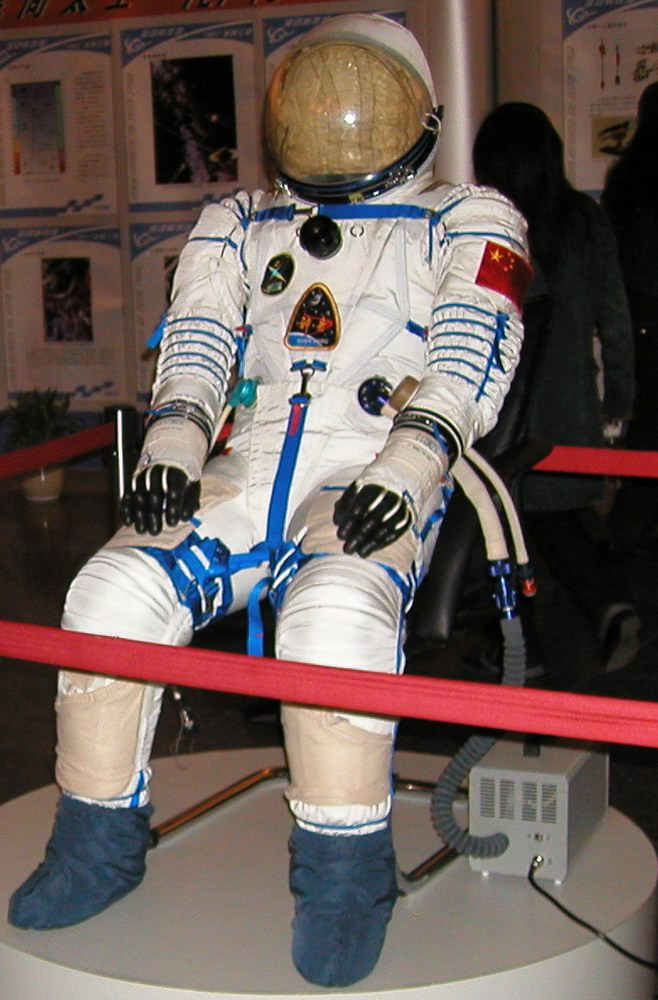
Космический скафандр Ян Ливэя

Ян Ливэй совершил космический полёт на корабле «Шэньчжоу-5», который был выведен на орбиту вокруг Земли ракетой-носителем «Чанчжэн» («Великий поход») 15 октября 2003 года. Сообщалось, что Ян Ливэй имел с собой оружие, нож и палатку на случай приземления в каком-нибудь непредусмотренном месте. Кроме того, Ян Ливэй имел с собой на борту флажки КНР и ООН.
«Шэньчжоу-5» приземлился 16 октября 2003 года в автономном районе Внутренняя Монголия, совершив за 21 час 14 витков вокруг Земли. Через пятнадцать минут после приземления Ян Ливэй выбрался из своего корабля с помощью подоспевшей команды спасателей и заявил, что чувствует себя хорошо. Председатель КНР Ху Цзиньтао поздравил его с успешным полётом.
После полёта Ян Ливэй стал национальным героем Китая. 7 ноября 2003 года он получил титул «Герой космоса» из рук Цзян Цзэминя, бывшего Председателя КНР.
В октябре 2007 года на XVII съезде Коммунистической партии Китая избран кандидатом в члены ЦК.
В июле 2008 года Ян Ливэю присвоено звание генерал-майора ВВС НОАК.
Статистика
| # | Стартовый корабль | Старт, UTC            | Экспедиция | Корабль посадки | Посадка, UTC          | Налёт                     | Выходы в открытый космос | Время в открытом космосе |
| - | ----------------- | --------------------- | ---------- | --------------- | --------------------- | ------------------------- | ------------------------ | ------------------------ |
| 1 | Шэньчжоу-5        | 15.10.2003, 01:00 UTC | Шэньчжоу-5 | Шэньчжоу-5      | 15.10.2003, 22:22 UTC | 00 суток 21 час 22 минуты | 0                        | 0                        |

## Семья
Мать Ян Ливэя — учительница, отец — бухгалтер в колхозе. По сообщениям СМИ, на момент полёта в космос Ян Ливэй был женат. Его жена Чжан Юймэй — офицер Народно-освободительной армии Китая. Они имели восьмилетнего сына.

## Интересные факты
Хотя Ян Ливэй стал первым космонавтом КНР, он не является первым этническим китайцем в космосе. До него, в 1985 году, в ходе миссии STS-51B, в космосе побывал американец китайского происхождения, родившийся в Шанхае, Тейлор Ван. Ещё раньше, в 1968 году, в космосе побывал уроженец Гонконга американский астронавт Уильям Андерс, совершивший полёт на «Аполлоне-8», а в 1985—1996 годах пять космических полётов совершила Шеннон Лусид, родившаяся в Шанхае. Кроме того, во время полёта Ян Ливэя на борту МКС работал американский астронавт Эдвард Цзан Лу — также китаец по национальности.
Именем Ян Ливэя был назван астероид — (21064) Янливэй.